# Rheithrosciurus macrotis
Rheithrosciurus macrotis е вид гризач от семейство Катерицови (Sciuridae). Видът е уязвим и сериозно застрашен от изчезване.

## Разпространение и местообитание
Разпространен е в Бруней, Индонезия (Калимантан) и Малайзия (Сабах и Саравак).
Обитава гористи местности и хълмове.

## Описание
На дължина достигат до 40,7 cm, а теглото им е около 1,4 kg.
Популацията на вида е намаляваща.